# Alexander Michailowitsch Opekuschin

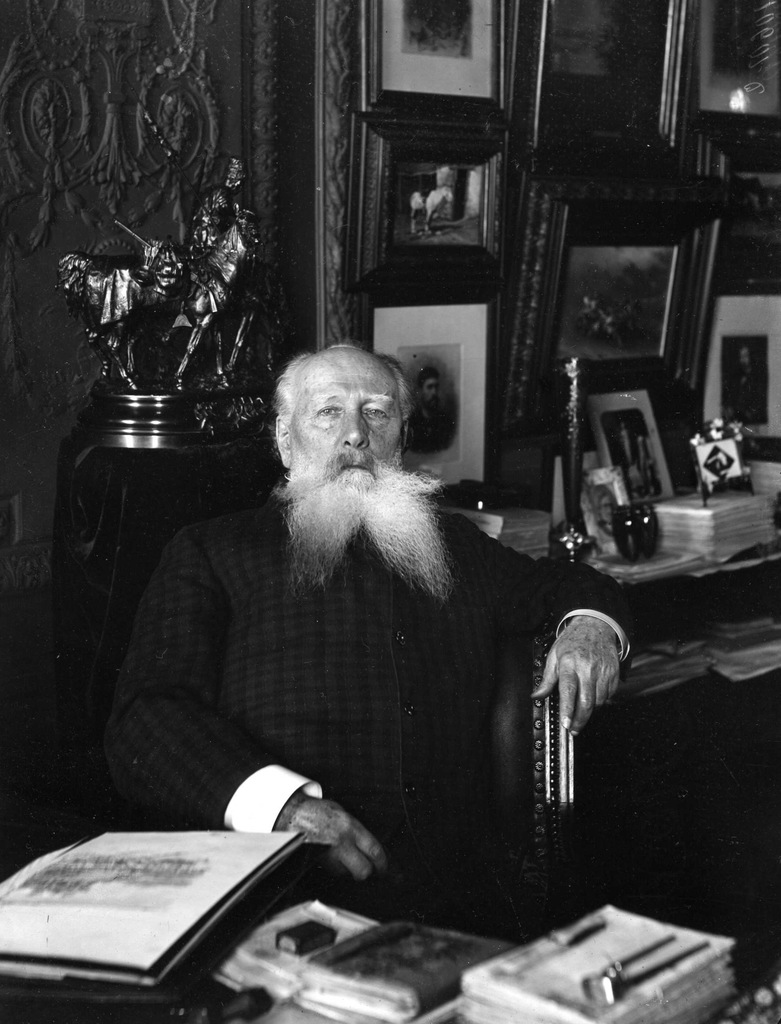
Alexander Michailowitsch Opekuschin (1908)

Alexander Michailowitsch Opekuschin (russisch Александр Михайлович Опекушин; * 16. Novemberjul. / 28. November 1838greg. in Swetschkino, Ujesd Danilow; † 4. März 1923 in Rybnizy, Rajon Nekrassowskoje) war ein russischer Bildhauer.

## Leben
Opekuschin war der Sohn eines leibeigenen Bauern der Gutsherrin J. W. Olchina, der regelmäßig in St. Petersburg war und seinen zwölfjährigen Sohn mit Zustimmung der Gutsherrin in die dortige dreijährige Zeichenschule der Kaiserlichen Gesellschaft zur Förderung der Künste gab. Dort zeigte sich seine Begabung, so dass Opekuschin die Schule schon nach zwei Jahren abschloss und 1852 vom Professor David Jensen in seine Bildhauerei-Werkstatt aufgenommen wurde. Für ein Studium an der Kaiserlichen Akademie der Künste musste er sich für 500 Rubel freikaufen. Im März 1859 erhielt er seinen Freibrief. 1861 heiratete er.
An der Akademie studierte Opekuschin bei Jensen. 1862 erhielt er die Kleine Silbermedaille für sein Basrelief mit den Engeln, die den Hirten die Geburt Christi verkünden. Im gleichen Jahr lud ihn Michail Ossipowitsch Mikeschin ein, an dem Denkmal für das 1000-jährige Russland in Nowgorod mitzuarbeiten. 1864 verlieh ihm die Akademie den Grad eines nichtklassifizierten Künstlers für seine Skulptur-Studien Belisar und Amor und Psyche. 1869 wurde er Künstler II. Klasse und 1870 Künstler I. Klasse für die Büste der Gräfin Schuwalowa und sieben Kolossalfiguren für Mikeschins St. Petersburger Denkmal Katharinas II. 1872 wurde Opekuschin mit einer Büste des Zarewitschs Nikolaus Alexander und einer Statue Peters des Großen als Wirkliches Mitglied in die Akademie der Künste aufgenommen. Im gleichen Jahr erhielt er für eine Büste Peters des Großen und eine Skulpturengruppe russischer Seeleute die Große Goldmedaille der Kaiserlichen Gesellschaft der Freunde der Naturkunde, Anthropologie und Ethnographie. Auf der Weltausstellung Paris 1878 wurde eine Schale der Schmuckfabrik P. N. Owtschinnikows mit historischen Szenen nach Opekuschins Modell ausgestellt. Für die Allrussische Industrie- und Handwerksausstellung 1882 schuf Opekuschin zusammen mit Mikeschin und dem Architekten Dmitri Nikolajewitsch Tschitschagow die Doppelskulpturengruppe Wolga und Erdöl.
1884 gestaltete Opekuschin die Königspforte der Ikonostase der Auferstehungskathedrale des Sergius-Klosters an der See in Strelna (während der sowjetischen Herrschaft wurde die Kirche abgerissen, und der Verbleib der Ikonostase ist unbekannt). Das größte Denkmal im vorrevolutionären Russland war Opekuschins Denkmal für Nikolai Nikolajewitsch Murawjow-Amurski in Chabarowsk, das 1891 eingeweiht, 1925 ein Lenin-Denkmal, 1983 ein Denkmal für russische Sibirienbesiedler und 1992 wieder ein Murawjow-Amurski-Denkmal wurde mit einem Nachguss der Opekuschin-Statue. Opekuschin schuf eine Statue Alexanders II. für das 1893–1898 von Nikolai Wladimirowitsch Sultanow im Moskauer Kreml gebaute Denkmal Alexanders II., das nach der Oktoberrevolution im Frühjahr 1918 zerstört und 1928 endgültig beseitigt wurde. In Sumy wurde Opekuschins Denkmal für den Unternehmer und Mäzen Iwan Gerassimowitsch Charitonenko 1895 aufgestellt, das in den 1920er Jahren zerstört wurde. Im Auftrag des Unternehmers und Moskauer Stadtoberhaupts Nikolai Alexandrowitsch Alexejew schuf Opekuschin eine Marmorstatue Katharinas II., die 1896 vor der Moskauer Stadtduma aufgestellt und nach der Oktoberrevolution von dem Bildhauer Sergei Merkurow vor der Zerstörung bewahrt wurde, indem sie nach Armenien gebracht und 2003 im Schloss des Zarizyno-Parks aufgestellt wurde. Opekuschin schuf das Denkmal für Alexander III. neben der Christ-Erlöser-Kathedrale in Moskau mit dem Architekten Alexander Nikanorowitsch Pomeranzew mit Beteiligung von Karl Alexandrowitsch Greinert, Franz Andrejewitsch Kogniwizki und Foma Ossipowitsch Bogdanowitsch-Dworschezki, das 1900 begonnen, 1912 eingeweiht und nach der Oktoberrevolution 1918 zerstört wurde. Opekuschin wurde sehr gefördert von Alexander III. und Großfürst Sergei Alexandrowitsch. Dank der vielen Aufträge für den Moskauer Feinkostladen Jelissejew, das Schelaputin-Theater, die Moskauer Börse und die Staatsbank konnte Opekuschin seine große Familie gut unterhalten.
Opekuschins bekannteste Denkmäler sind das Denkmal des Admirals Alexei Samuilowitsch Greig (1873 nach einem Modell von Mikeschin, zerstört nach 1917) in Mykolajiw, die Puschkin-Denkmäler in Moskau (1880), St. Petersburg (1884), Chișinău (1885) und im Park des Herrenhauses Ostafjewo (1913) im Moskauer Verwaltungsbezirk Nowomoskowski, das Grabdenkmal der 1740 hingerichteten Artemi Petrowitsch Wolynski, Pjotr Michailowitsch Jeropkin und Andrei Fjodorowitsch Chruschtschow (1885 mit dem Architekten Michail Arefjewitsch Schtschurupow) an der Samson-Kathedrale in St. Petersburg, das Denkmal des Naturforschers Karl Ernst von Baer (1886) in Dorpat, das Lermontow-Denkmal (1889) in Pjatigorsk sowie die Denkmäler Alexanders II. in Częstochowa (1889) und Rybinsk (1914). Eine sitzende Katharina II. befindet sich im Nationalen Kunstmuseum von Aserbaidschan und ein sitzender Peter der Große im Botik-Museum am Pleschtschejewo-See.
Von 1875 bis 1918 lebte die Familie Opekuschin in St. Petersburg. Im Herbst 1919 wurde der kranke und verarmte Opekuschin mit seinen Töchtern mit Unterstützung Anatoli Wassiljewitsch Lunatscharskis auf Staatskosten in das Gouvernement Jaroslawl zu seiner Cousine geschickt. In Rybnizy wurde ihm von Pfarrer Johann ein Haus zur Verfügung gestellt, und die Dorfbewohner halfen ihm. Die ihm gewährte Verpflegungszuteilung für Akademiker erhielt er erst 1922. 1923 erkältete er sich und starb ohne ärztliche Behandlung an einer Lungenentzündung. Er wurde auf dem Friedhof der Kirche in Rybnizy begraben, in der er getauft worden war. Erst 1972 wurde ein bescheidener Grabstein aufgestellt, der 2012 durch einen Grabstein aus poliertem Granit mit der Inschrift Dem großen Bildhauer von den dankbaren Nachkommen ersetzt wurde.
Nach Opekuschin wurde der 1986 von Ljudmila Iwanowna Tschernych entdeckte Asteroid (5055) Opekushin benannt.

## Werke

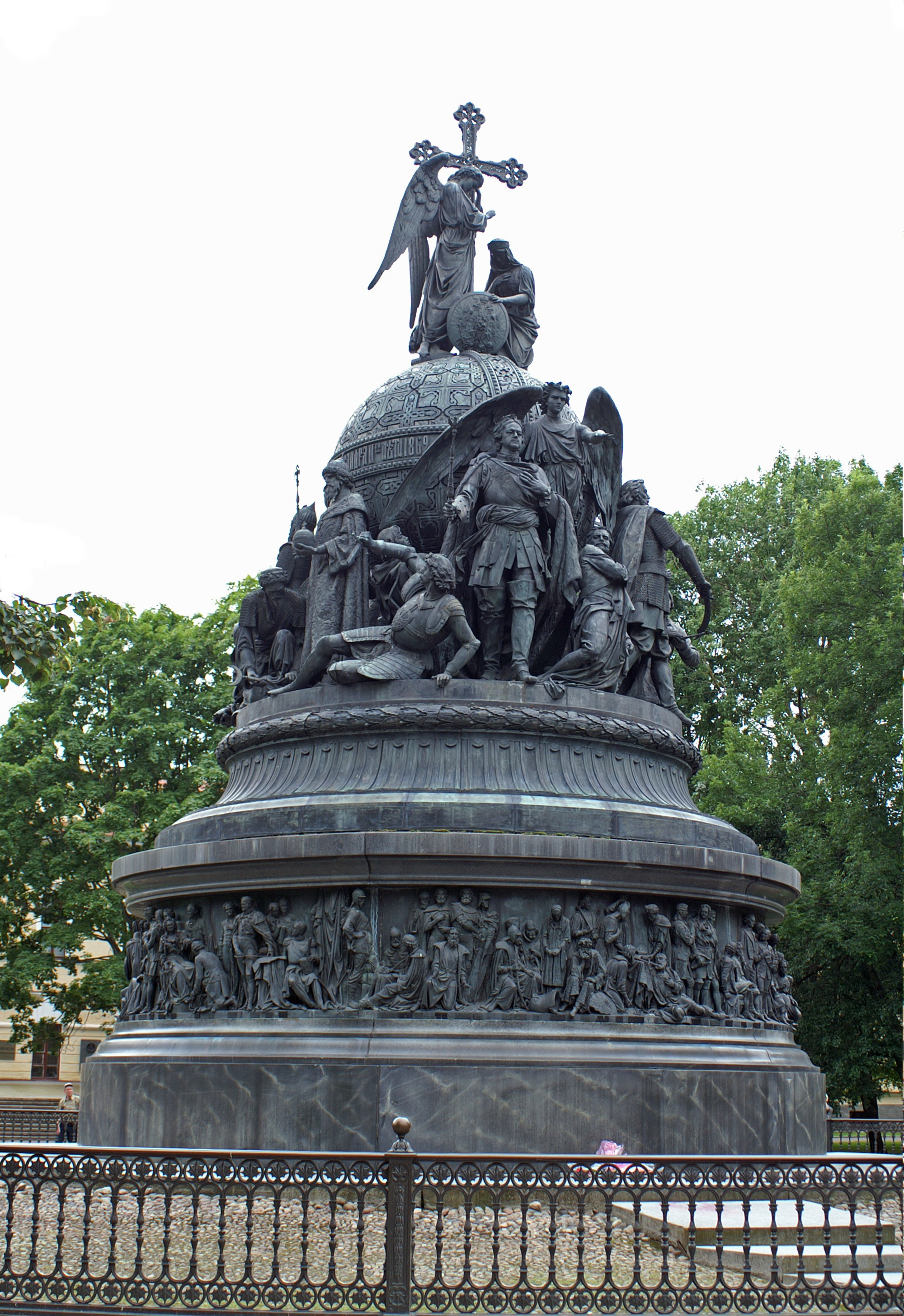
1000jähriges Russland, Nowgorod
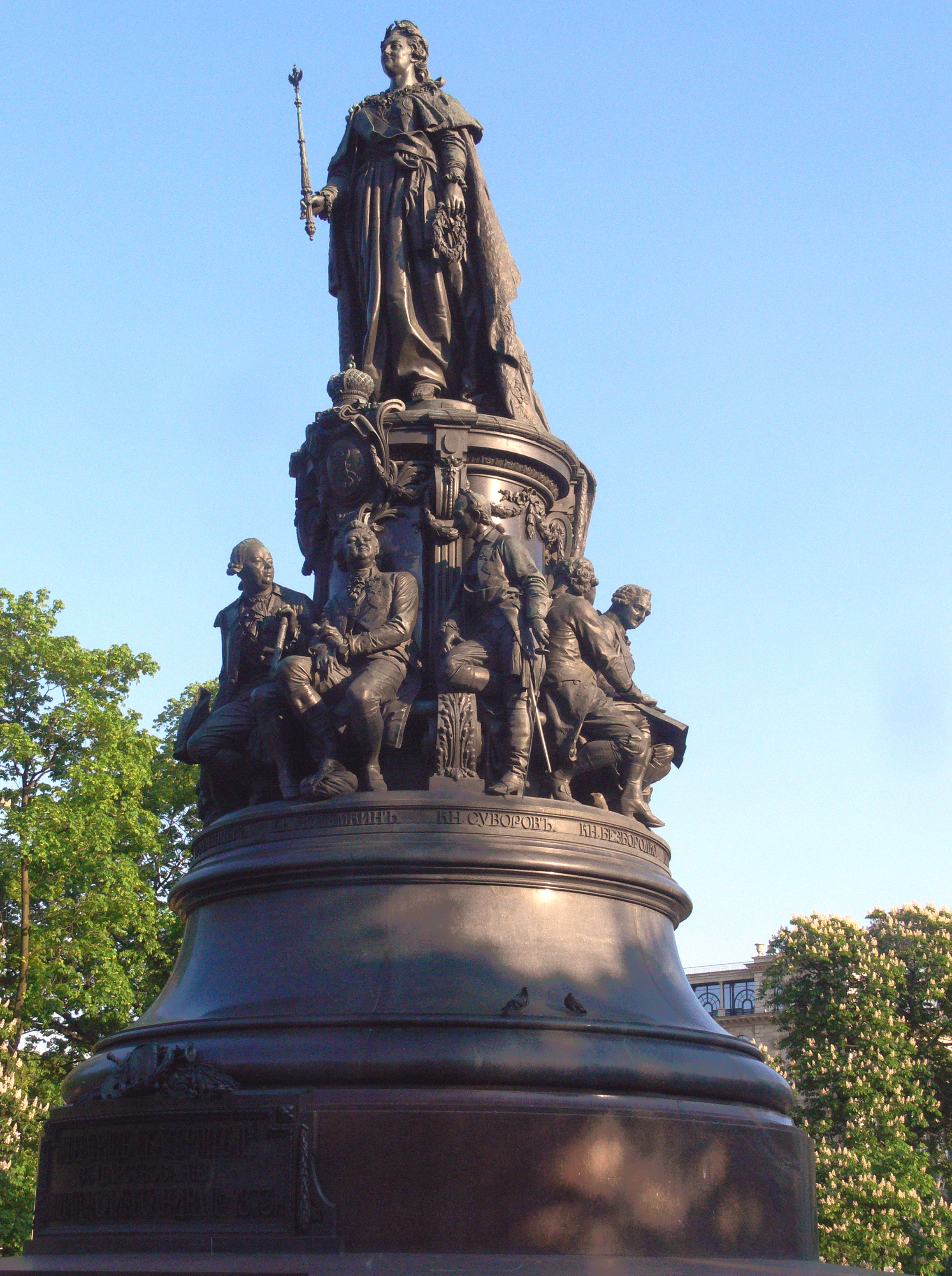
Denkmal Katharinas II., St. Petersburg
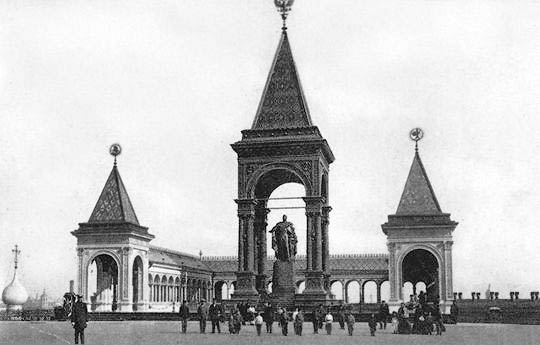
Denkmal Alexander II., Moskauer Kreml (nicht erhalten)
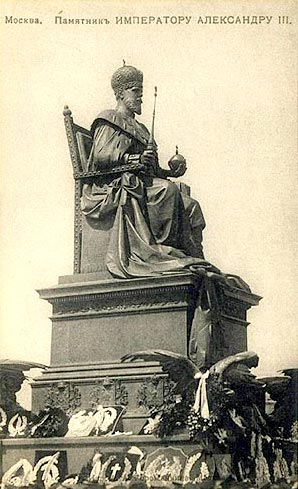
Denkmal Alexander III., Moskau (nicht erhalten)
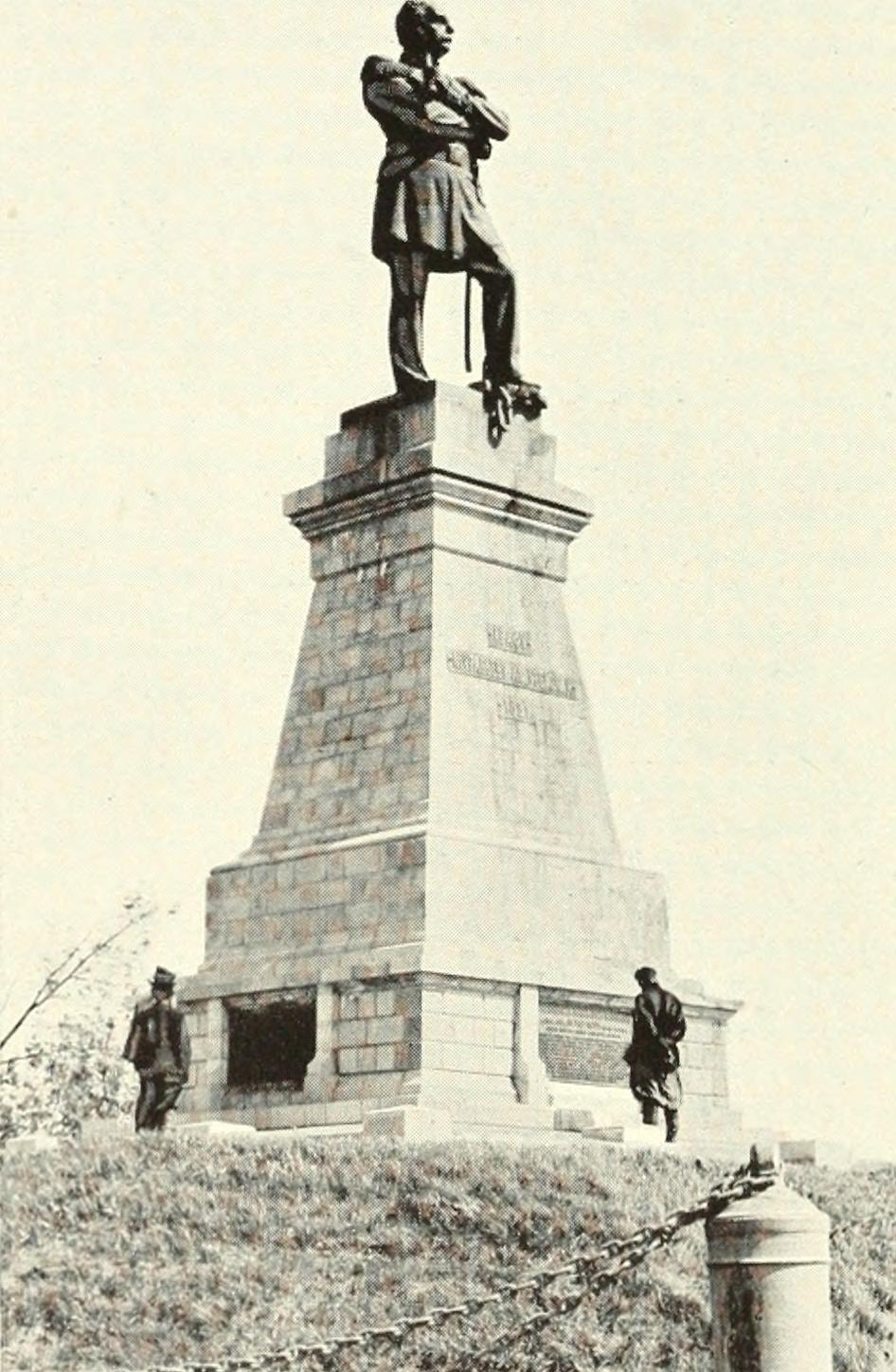
Murawjow-Amurski-Denkmal, Chabarowsk
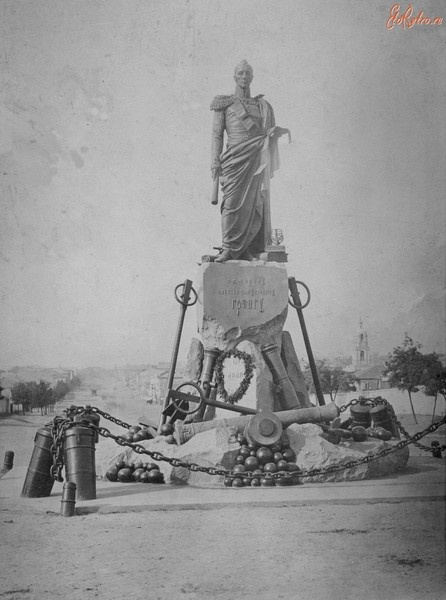
Greig-Denkmal, Mykolajiw
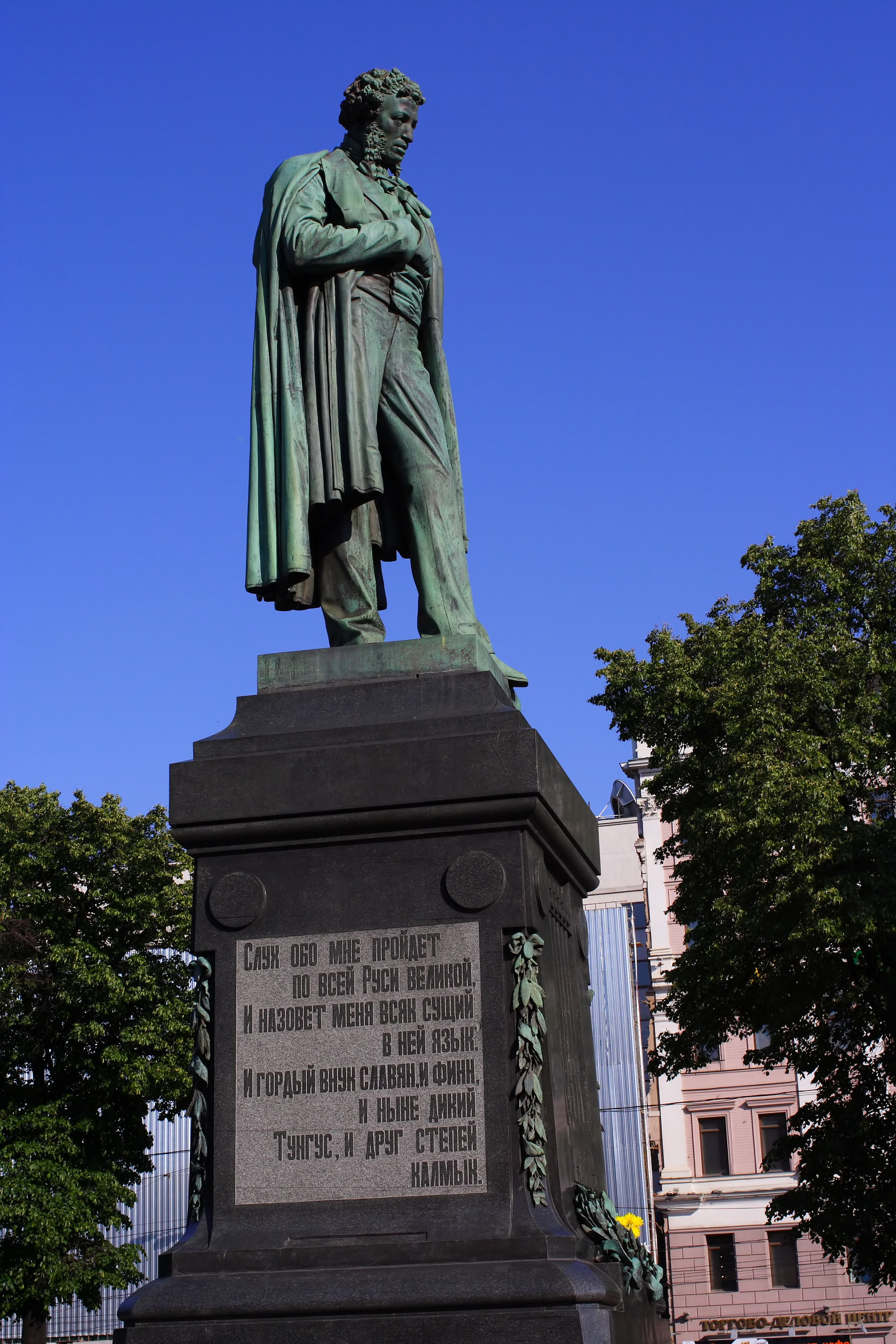
Puschkin-Denkmal, Moskau
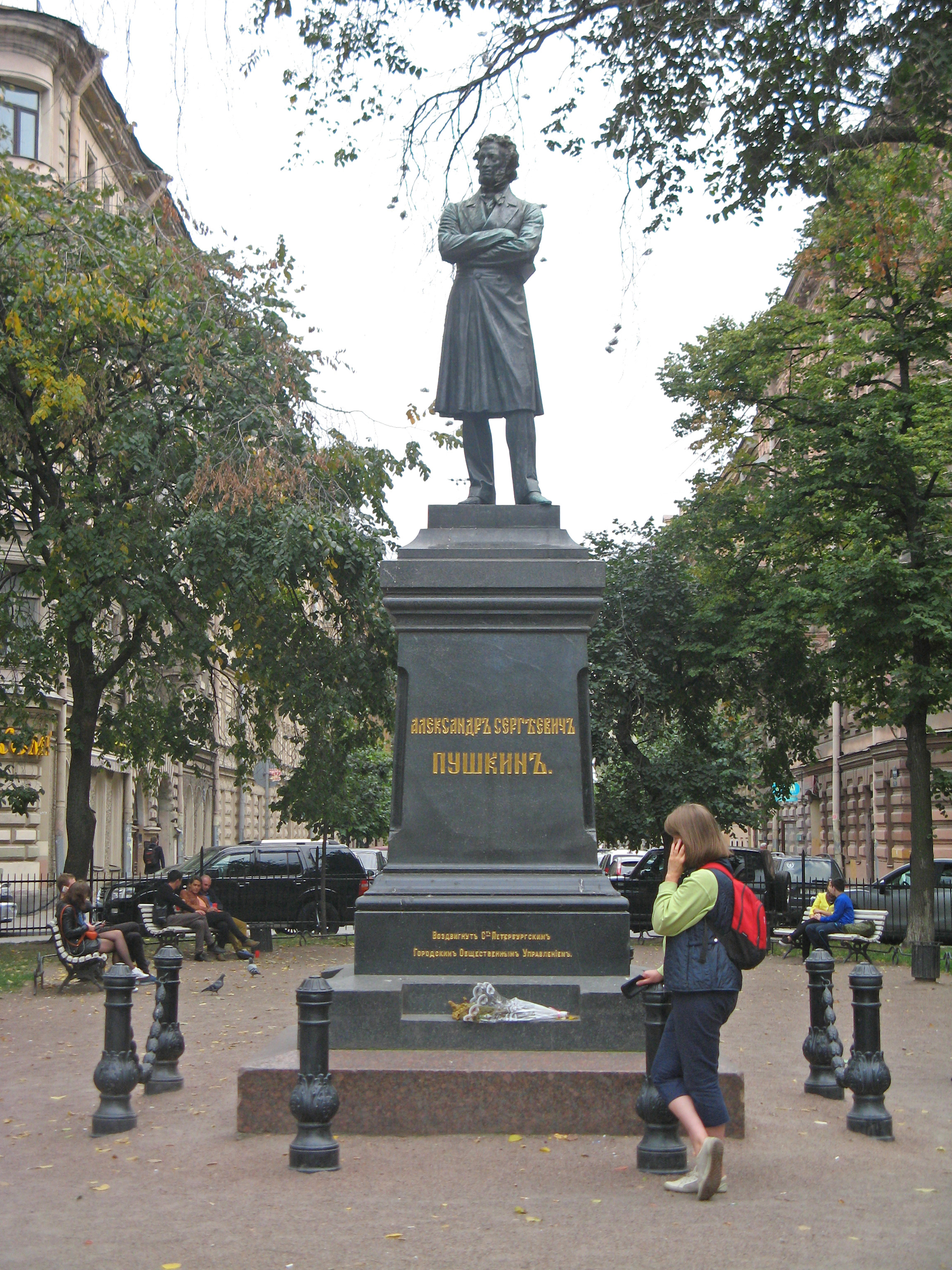
Puschkin-Denkmal, St. Petersburg
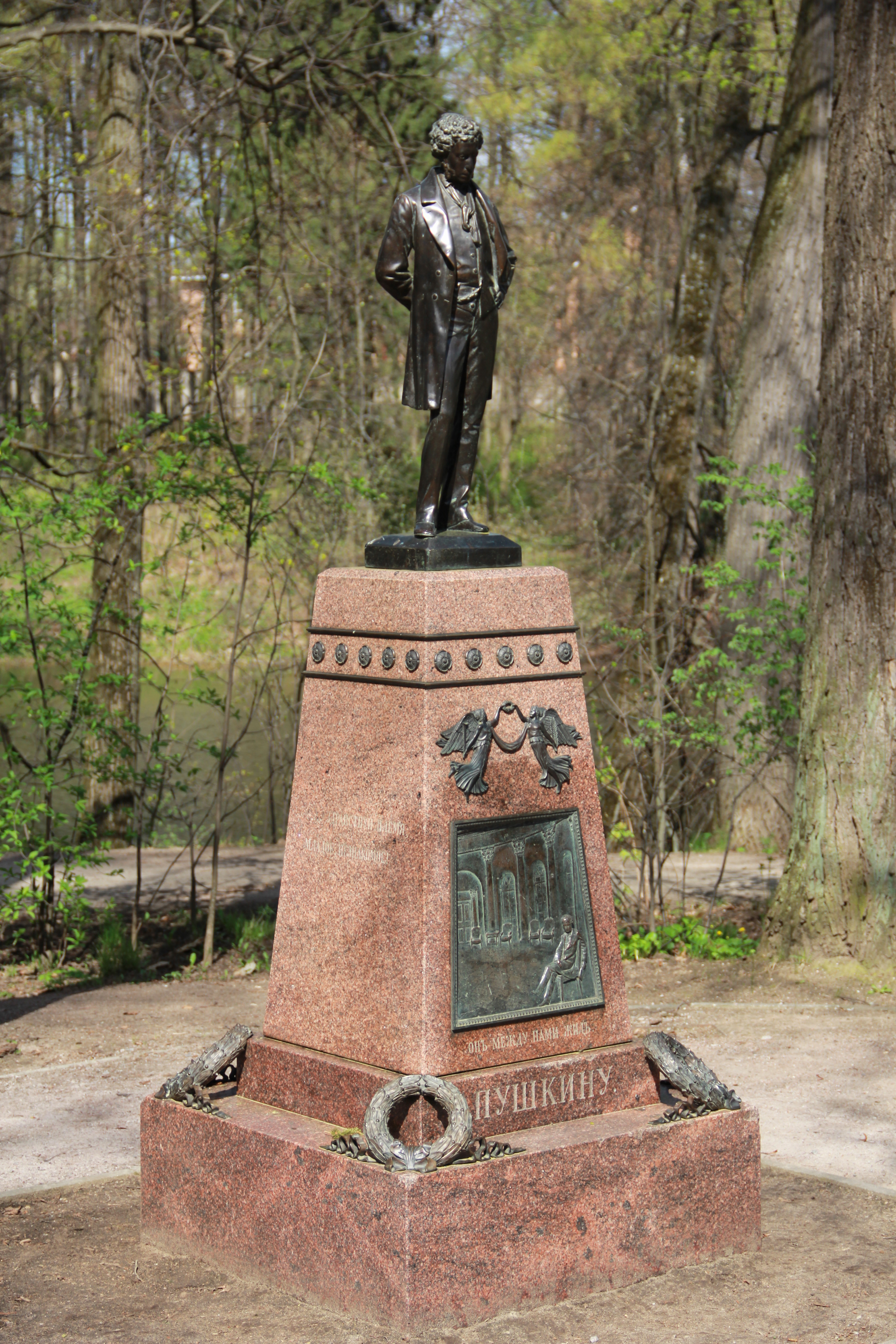
Puschkin-Denkmal, Ostawjewo, Moskau
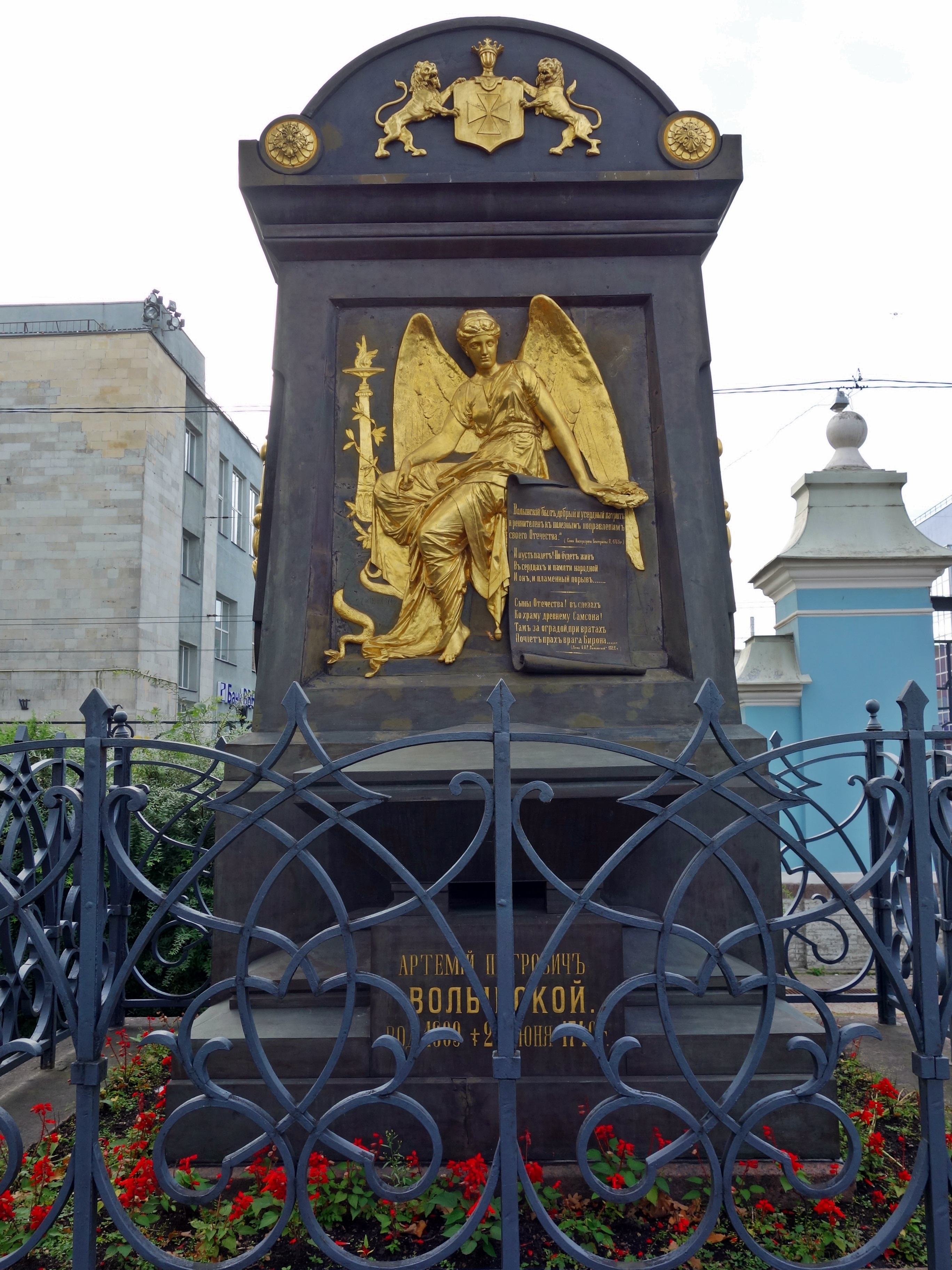
Grabdenkmal der 1740 hingerichteten Wolynski, Jeropkin und Chruschtschow, St. Petersburg
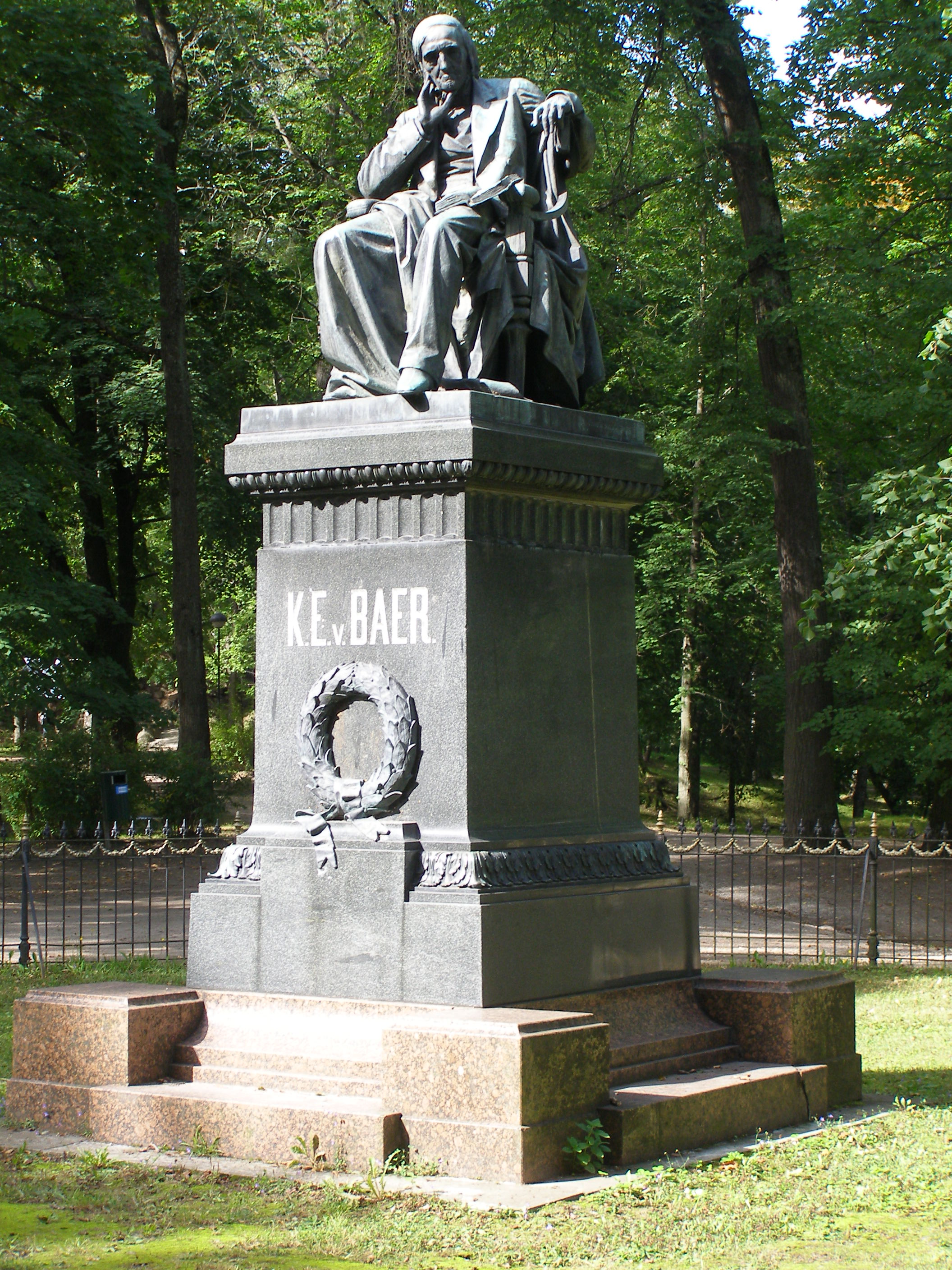
Denkmal Kar Ernst von Baers, Dorpat
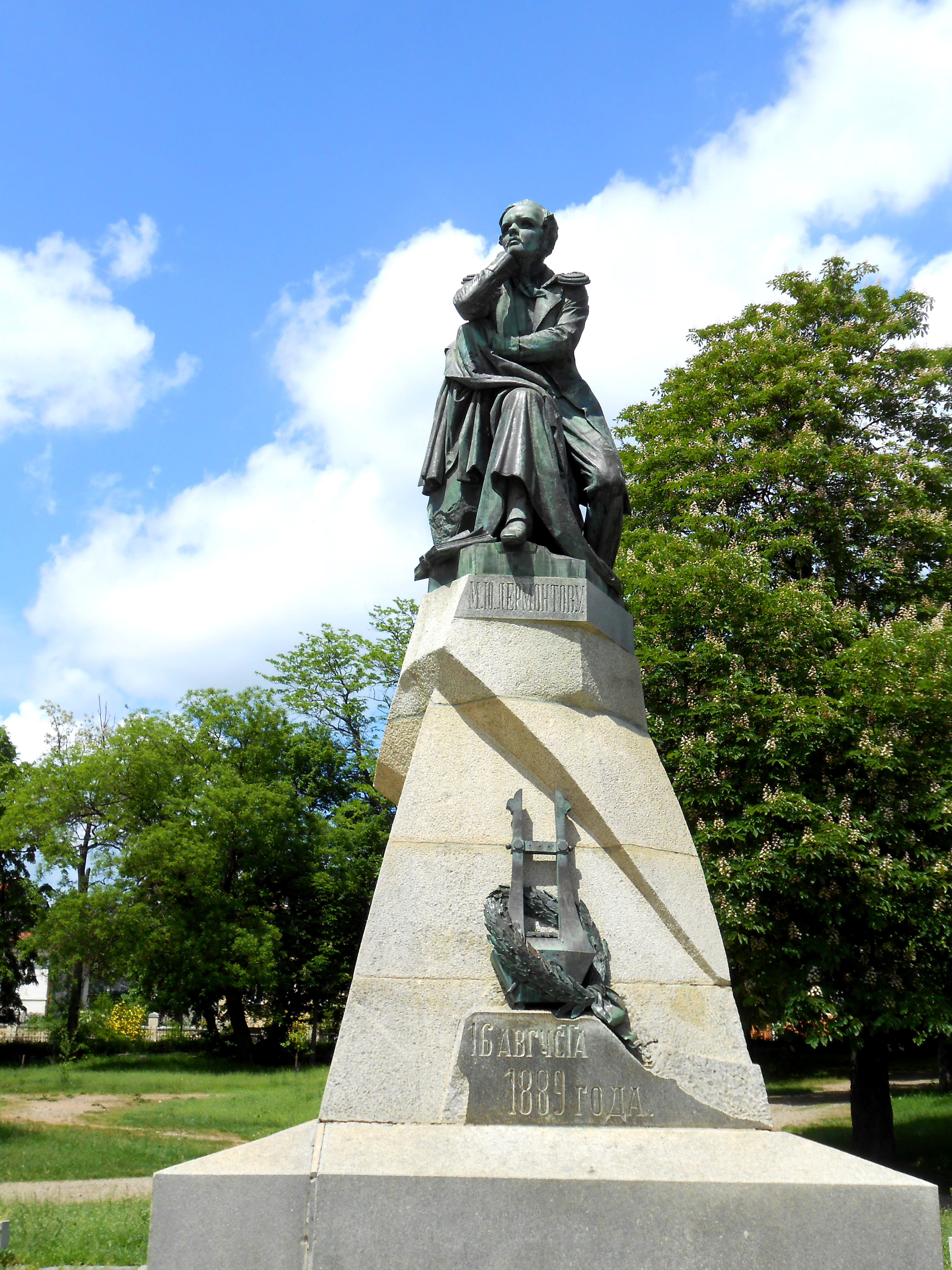
Lermontow-Denkmal, Pjatigorsk
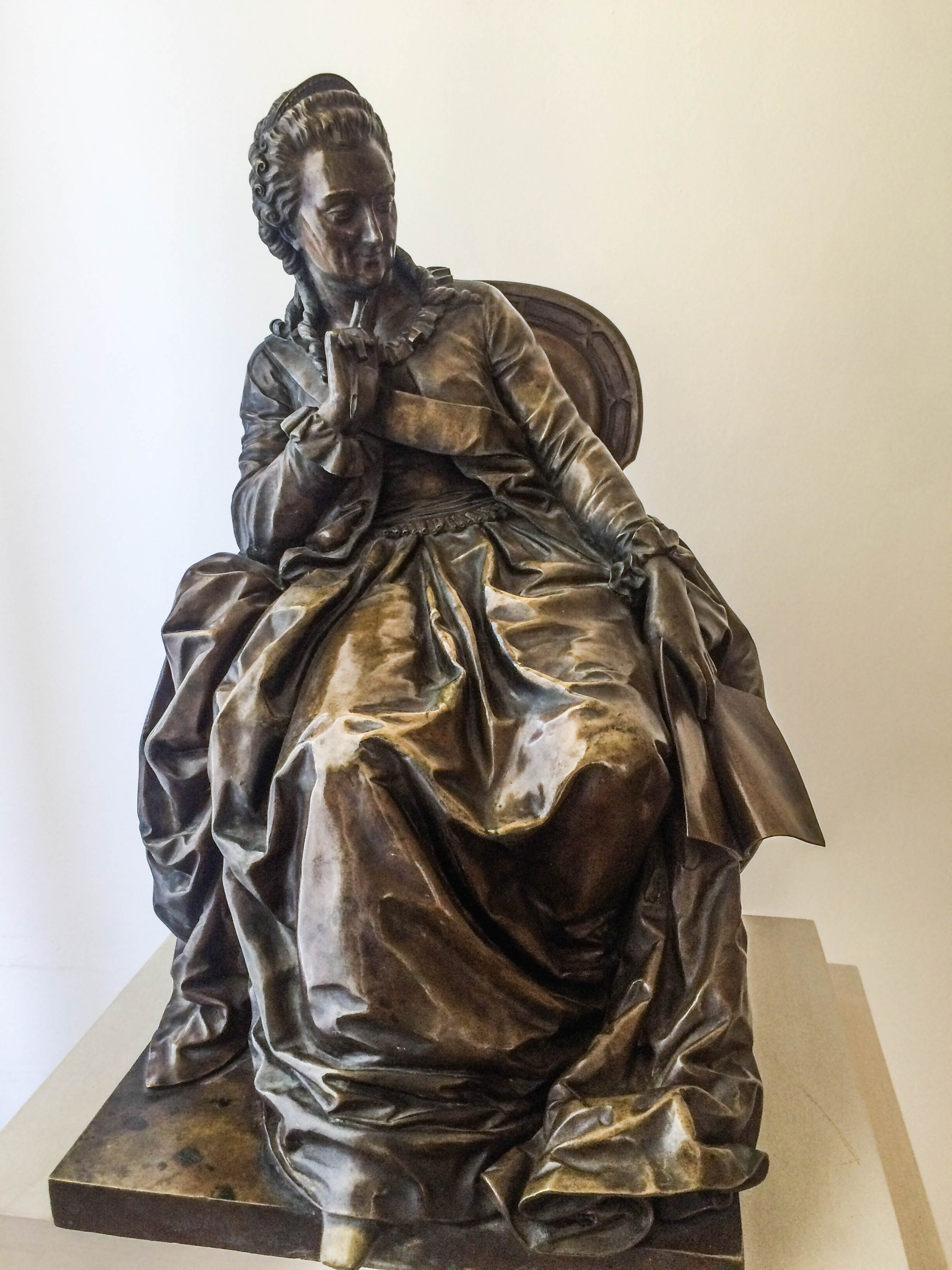
Katharina II., Nationales Kunstmuseum von Aserbaidschan
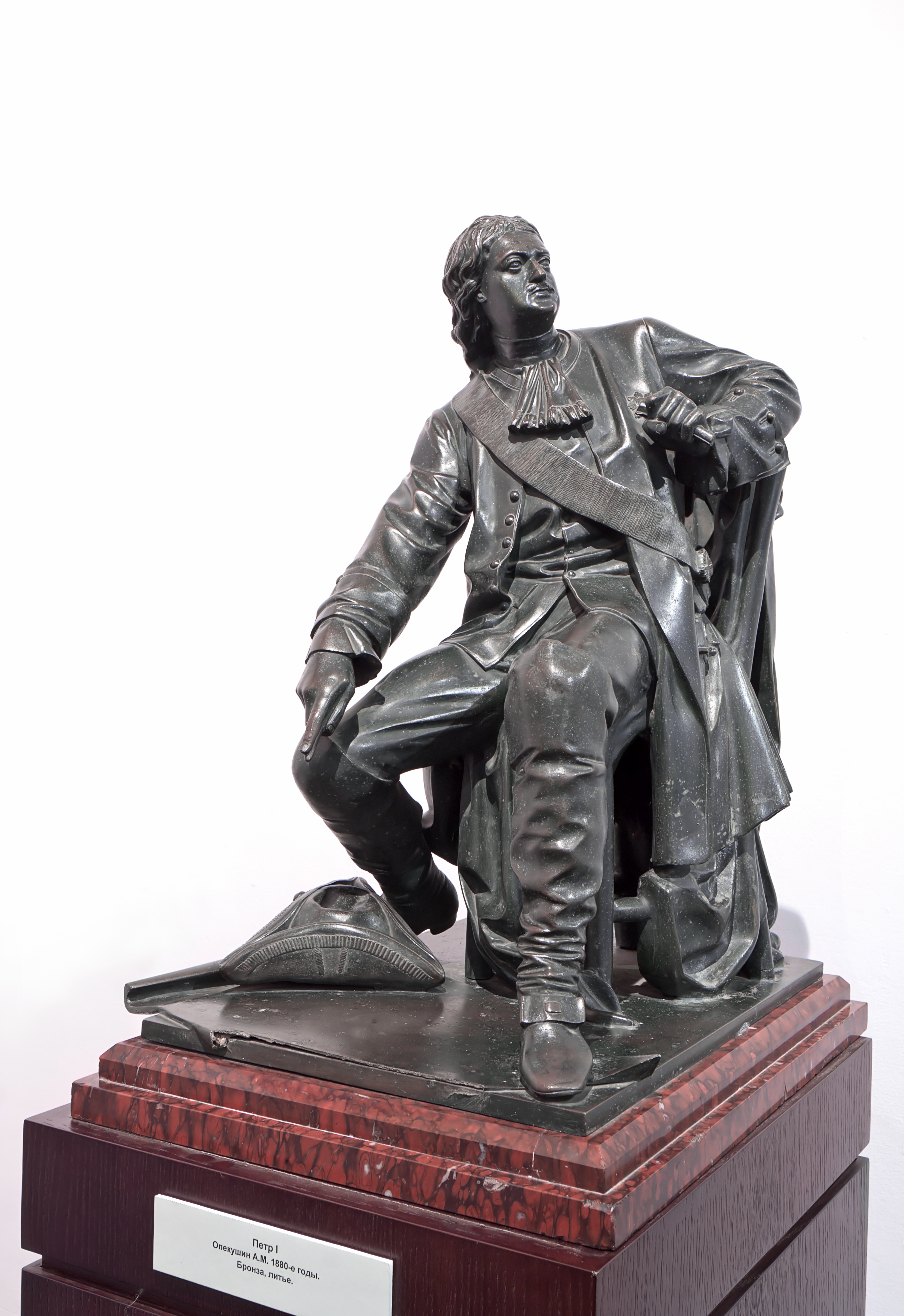
Peter der Große, Botk-Museum, Pleschtschejewo-See